# Wenceslao Fernández Flórez
Wenceslao Fernández Flórez (La Coruña, 11 febbraio 1885 – Madrid, 29 aprile 1964) è stato uno scrittore e giornalista spagnolo.

## Biografia
Fernández Flórez iniziò da giovanissimo ad occuparsi di giornalismo, alternando poi quest'attività con quella di scrittore, che raggiunse il suo apice con l'ingresso nella Real Academia Española nel 1945. Autore indipendente, si mantenne perlopiù su una linea tradizionale nella sua produzione, e dimostrò sempre una notevole abilità di mestiere e un'originalità unica per la profonda umanità delle sue opere, spesso caratterizzate da un'ironia sottile e penetrante e da un umorismo tagliente, con ripetuti toni scettici e sarcastici. Pur avendo idee politiche conservatrici, con questo stile rivolse spesso critiche contro i politici e la società durante il regno di Re Alfonso XIII, in romanzi come "El secreto de Barba Azul", "Las siete columnas" e "El espejo Ironico". Quando nel 1936 scoppiò la guerra civile, la milizia aveva intenzione di ucciderlo, con l'accusa di non aver sostenuto il Frente Popular; Fernández Flórez riuscì a fuggire dapprima presso l'Ambasciata della Repubblica Argentina e poi nei Paesi Bassi. Dopo molte procedure diplomatiche riuscì a lasciare il paese in cui aveva vissuto durante l'esilio, e scrisse sulla sua esperienza a Madrid del 1936 e sulla sua vita presso le ambasciate in due romanzi, "Una isla en el mar rojo" (Un'isola nel Mar Rosso, 1938) e "La novela número 13" (La novella numero 13, 1941).

## Opere
- La tristeza de Paz (1910);
- La procesión de los días (1915);
- Luz de Luna (1915);
- Volvoreta (Farfalla, 1917): opera ricca di elementi autobiografici, ascrivibile al naturalismo di fine '800 e d'inizio '900;
- El secreto de Barba Azul (Il segreto di Barbablù, 1923);
- Las siete columnas (Le sette colonne, 1926);
- El malvado Carabel (Il cattivo Carabel, 1931): opera pregevole ma spietata, con un umorismo molto tagliente;il protagonista, dopo aver tentato invano la via del delinquente, si rassegna infine ad essere una persona onesta e per bene;
- Una isla en el mar rojo (Un'isola nel Mar Rosso, 1938);
- La novela número 13 (La novella numero 13, 1941);
- El bosque animado (Il bosco animato, 1943): nostalgico ricordo della sua terra natìa, costituito da sequenze liriche e umoresche nelle quali le sue capacità descrittive trovano la loro massima espressione. Il film d'animazione spagnolo La foresta magica è basato su questo romanzo[1], così come il film Il bosco animato[2].